# Peter Lamport
Pedro Miguel Lamport Kelsall (Nueva Guatemala de la Asunción, 21 de septiembre de 1949) es un empresario, diplomático y político guatemalteco que ha sido Ministro de Finanzas y Embajador de Guatemala en Estados Unidos. También fue candidato a vicepresidente de Guatemala en 2015

## Vida pública
Lamport fue co-coordinador de la Instancia Nacional de Consenso y la Comisión del Sector Privado en las Negociaciones de los Acuerdos de Paz de 1996, fue directivo de la Fundación para el Desarrollo de Guatemala.
Fue Ministro de Finanzas Públicas durante el gobierno de Álvaro Arzú entre los años 1998 y 1999.
Lamport fue Embajador de Guatemala en Estados Unidos, durante el gobierno de Álvaro Arzú. Miembro del Comité de Asociaciones Comerciales, Industriales y Financieras -CACIF-. También fue presidente de la Comisión Empresarial de Paz.
También estuvo al frente de la coordinación de la Comisión de Interculturidad de FUNDESA.

## Carrera política
Fue proclamado candidato a la vicepresidencia de Guatemala por el partido Encuentro por Guatemala, en 2015 junto a José Ángel López como candidato a la presidencia de Guatemala. En las elecciones generales que se realizaron el 6 de septiembre de 2015 obtuvieron 43.916 votos correspondiente al 0.91% de los votos válidos en la elección presidencial.